# Jean-Marie Le Graet de Kerouvriou
Jean-Marie Le Graet de Kerouvriou est un homme politique français né le 4 octobre 1768 à Callac et mort le 12 février 1849 à Morlaix.

## Biographie
Avocat, propriétaire, il est adjoint au maire de Morlaix. Il est député du Finistère en 1823, et de 1827 à 1830, siégeant avec les royalistes modérés. Il soutient la Restauration et démissionne à l'avènement de la Monarchie de Juillet.

## Sources
- « Jean-Marie Le Graet de Kerouvriou », dans Adolphe Robert et Gaston Cougny, Dictionnaire des parlementaires français, Edgar Bourloton, 1889-1891 [détail de l’édition]